# Jour du Soleil
Le Jour du Soleil est une fête nationale nord-coréenne annuelle célébrée le 15 avril en l'honneur de la naissance du « dirigeant suprême » et « éternel président » Kim Il-sung, fondateur de l'idéologie du Juche. La célébration atteint son apogée lors de la parade militaire effectuée sur la place Kim Il-sung, lors de laquelle défilent soldats et armements. Le jour de naissance du successeur Kim Jong-il constitue également une fête nationale, nommée Jour de l'étoile brillante.

## Étymologie
L'ancien dirigeant de la république populaire démocratique de Corée naît en 1912 sous le nom de Kim Song-ju. Dans les années 1930, il prend un nom militaire et se fait nommer Kim Il-sung (« le Soleil »). Pour son engagement pour l'indépendance de la Corée vis-à-vis de l'empire du Japon, il est désormais vénéré sous le nom de « Soleil de la Nation », ou encore « Soleil de l'idéologique du Juche ».

## Histoire
Le musée de la révolution coréenne et le Grand monument Mansudae ont été baptisés à l'occasion des célébrations du 60e anniversaire de Kim Il-sung en 1972.
En 2012, année des célébrations du centenaire de Kim Il-sung, le Jour du Soleil a particulièrement attiré l'attention au niveau international. À cette occasion, le nouveau dirigeant Kim Jong-un tient son premier discours officiel. Lors de la parade militaire, l'Armée populaire nord-coréenne présente environ 800 équipements et véhicules militaires de 34 catégories différentes, dont plusieurs missiles balistiques intercontinentaux d'une portée de 5 000 km. Deux jours plus tôt, la Corée du Nord avait effectué des essais de lancement de missiles Taepodong-2, qui ont échoué et ont été condamnés par plusieurs gouvernements.
Le 15 avril 2012, la Grand monument Mansudae, qui était jusque-là composé d'une seule statue de Kim Il-sung, se voit complété : l'ancienne statue de Kim Il-sung est remplacée par une nouvelle, et une statue de Kim Jong-il est installée lors d'une cérémonie ayant attiré 150 000 personnes. À l'occasion de ces célébrations, le pays offre un uniforme à tous les écoliers et étudiants nord-coréens.
Lorsque la crise des missiles nord-coréens de 2013 s'accentue, certaines spéculations internationales affirment que le pays pourrait profiter des célébrations du Jour du Soleil pour effectuer d'autres tests de missiles,. Cela ne s'est toutefois pas produit,.